# 博桑斯
博桑斯（法語：Beaucens，法語發音：[bosɛ̃s]）是法国上比利牛斯省的一个市镇，属于阿热莱斯加佐斯特区。

## 地理
博桑斯（42°58'35"N, 0°3'39"W）面积36.82 平方千米，位于法国奧克西塔尼大區上比利牛斯省，该省份为法国西南部内陆省份，北至热尔省，西接大西洋比利牛斯省，南与西班牙接壤，东临上加龙省。
与博桑斯接壤的市镇（或旧市镇、城区）包括：阿尔塔朗苏安、阿达斯、巴涅尔德比戈尔、加佐斯特、洛-巴拉尼亚斯、皮埃尔菲特-内斯塔拉斯、普雷沙克、塞尔、维耶尔-博尔德、维勒隆格。
博桑斯的时区为UTC+01:00、UTC+02:00（夏令时）。

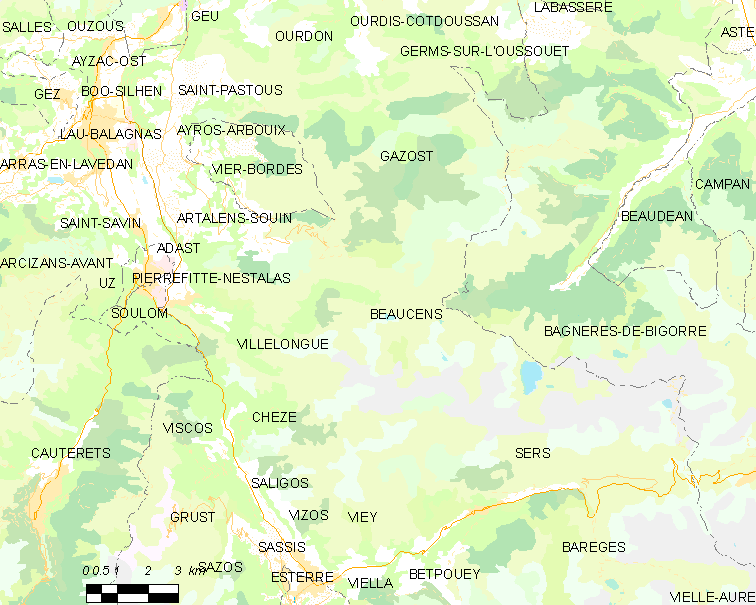
博桑斯的OSM定位图

## 行政
博桑斯的邮政编码为65400，INSEE市镇编码为65077。

## 政治
博桑斯所属的省级选区为激流谷县。

## 人口

1962-2008年间博桑斯人口变化图示

博桑斯于2022年1月1日时的人口数量为417人。